# CSS Zen Garden
CSS Zen Garden est un site de présentation des diverses possibilités CSS (Feuilles de style en cascade) qui s'offrent aux pages web. Les feuilles de styles sont proposées par des designers, puis sont appliquées sur le contenu du site. Ainsi on peut afficher la page d'une centaine de manières différentes.
Le contenu de la page HTML reste quant à lui invariant. 
Le site est disponible dans de nombreuses langues.
Lorsqu'il a été lancé en avril 2003, il ne contenait que cinq designs.
En février 2005, le créateur Dave Shea et Molly Holzschlag publient un livre portant sur 36 apparences du site CSS Zen Garden.
Le site met en avant la validité W3C de son code HTML et des CSS qui sont proposés.

## Contexte historique
Aujourd'hui séparer le contenu et sa présentation grâce aux CSS est une pratique courante. Mais à l'époque où ce site a été lancé, le standard CSS2 était récent, et était rarement utilisée pour une séparation complète du contenu et de la forme. Ce site a contribué à démocratiser cette technique en montrant ses possibilités grâce à la virtuosité des premiers graphistes à avoir contribué à ce site.